# Il Passatore

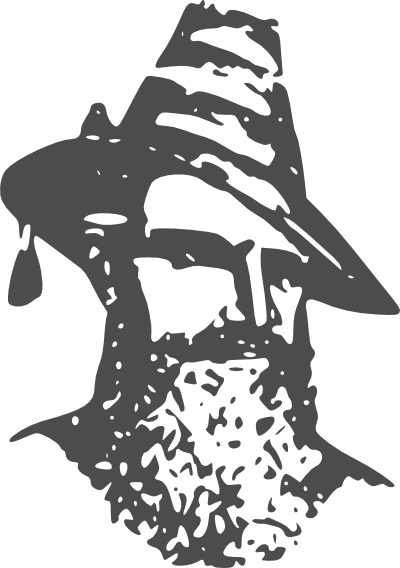
Stilisierter Stefano Pelloni

Il Passatore (italienisch für Der Fährschiffer), seltener: il Passator cortese (bürgerlich: Stefano Pelloni, * 4. August 1824 in Boncellino di Bagnacavallo; † 23. März 1851 in Russi) war in den Jahren um 1850 ein berühmter Brigant in der Romagna. Nach seinem Tod wurde er in seiner Heimat zum Volkshelden und zum Namenspatron.
Pelloni besuchte zwei Jahre lang eine Privatschule und wurde zunächst Fährschiffer, später verdiente er seinen Lebensunterhalt als Bandit. 1848/9 saß er daher in Bagnacavallo im Gefängnis ein, aus dem er erfolgreich ausbrach. In der Folge wurde er für sein Brigantentum berühmt. Er starb drei Jahre später in einem Schusswechsel mit der Gendarmerie. Sein Leichnam wurde demonstrativ durch die Straßen seiner Heimat geschleift.
Heute ist il Passatore der Namensgeber für einige Produkte aus der Region, darunter Weine und das bekannte Langstreckenrennen 100 km del Passatore von Florenz nach Faenza.
| Personendaten    | Personendaten                                          |
| ---------------- | ------------------------------------------------------ |
| NAME             | Passatore, Il                                          |
| ALTERNATIVNAMEN  | Der Fährschiffer; il Passator cortese; Stefano Pelloni |
| KURZBESCHREIBUNG | italienischer Brigant in der Romagna                   |
| GEBURTSDATUM     | 4. August 1824                                         |
| GEBURTSORT       | Boncellino di Bagnacavallo                             |
| STERBEDATUM      | 23. März 1851                                          |
| STERBEORT        | Russi                                                  |